# Чемпіонат світу з хокею з шайбою серед юніорських команд (жінки) 2015
Чемпіонат світу з хокею з шайбою серед юніорських команд (жінки) 2015 — 8-й розіграш чемпіонату світу з хокею серед юніорок. Чемпіонат проходив у США в Баффало, з 5 по 12 січня 2015 року.

## Топ-дивізіон

### Команди
- Канада
- Чехія
- Фінляндія
- Японія
- Швейцарія
- Росія
- Швеція
- США

## Попередній етап

### Група А
| М. | Збірна | І | В | ВО | ПО | П | Ш    | О | США   | Канада | Росія | Чехія |
| -- | ------ | - | - | -- | -- | - | ---- | - | ----- | ------ | ----- | ----- |
| 1. | США    | 3 | 2 | 1  | 0  | 0 | 12:2 | 8 |       | 2:1 Б  | 7:1   | 3:0   |
| 2. | Канада | 3 | 2 | 0  | 1  | 0 | 11:5 | 7 | 1:2 Б |        | 3:2   | 7:1   |
| 3. | Росія  | 3 | 1 | 0  | 0  | 2 | 6:11 | 3 | 1:7   | 2:3    |       | 3:1   |
| 4. | Чехія  | 3 | 0 | 0  | 0  | 3 | 2:13 | 0 | 0:3   | 1:7    | 1:3   |       |

### Група В
| М. | Збірна    | І | В | ВО | ПО | П | Ш    | О | Швеція | Фінляндія | Швейцарія | Японія |
| -- | --------- | - | - | -- | -- | - | ---- | - | ------ | --------- | --------- | ------ |
| 1. | Швеція    | 3 | 2 | 0  | 0  | 1 | 8:5  | 6 |        | 1:3       | 4:0       | 3:2    |
| 2. | Фінляндія | 3 | 2 | 0  | 0  | 1 | 7:5  | 6 | 3:1    |           | 0:2       | 4:2    |
| 3. | Швейцарія | 3 | 2 | 0  | 0  | 1 | 5:5  | 6 | 0:4    | 2:0       |           | 3:1    |
| 4. | Японія    | 3 | 0 | 0  | 0  | 3 | 5:10 | 0 | 2:3    | 2:4       | 1:3       |        |

## Втішний раунд
- Швейцарія —  Японія 2:1, 3:2 Б

## Плей-оф

### Чвертьфінали
- Росія —  Фінляндія 4:3
- Чехія —  Швеція 4:3

### Півфінали
- Канада —  Росія 3:1
- США —  Чехія 5:0

### Матч за 5 місце
- Фінляндія —  Швеція 3:0

### Матч за 3 місце
- Росія —  Чехія 5:1

### Фінал
- США —  Канада 3:2 ОТ

## Найкращі гравці чемпіонату світу
Найкращими гравцями були обрані (Директорат турніру):
| Воротар  | Валерія Тараканова |
| Захисник | Джінсі Данн        |
| Нападник | Сара Потомак       |

Джерело: ІІХФ [Архівовано 13 січня 2015 у Wayback Machine.]
Найкращими гравцями були обрані (ЗМІ турніру):
| Воротар  | Валерія Тараканова |
| Захисник | Джінсі Данн        |
| Захисник | Міка Гарт          |
| Нападник | Фануза Кадирова    |
| Нападник | Сара Потомак       |
| Нападник | Мелісса Самоскевич |
| MVP      | Сара Потомак       |

Джерело: IIHF.com [Архівовано 13 січня 2015 у Wayback Machine.]

## Дивізіон І

### Фінал
Турнір проходив у місті Вожані (Франція), з 29 березня по 4 квітня 2014 року.
| Збірна     | І | В | ВО | ПО | П | Ш     | О  | Франція | Норвегія | Словаччина | Німеччина | Угорщина | Австрія |
| ---------- | - | - | -- | -- | - | ----- | -- | ------- | -------- | ---------- | --------- | -------- | ------- |
| Франція    | 5 | 4 | 1  | 0  | 0 | 21:9  | 14 |         | 2-1 Б    | 8-3        | 4-3       | 2-1      | 5-1     |
| Норвегія   | 5 | 3 | 1  | 1  | 0 | 14:9  | 12 | 1-2 Б   |          | 5-4 Б      | 2-1       | 3-0      | 3-2     |
| Словаччина | 5 | 2 | 0  | 1  | 2 | 18:24 | 7  | 3-8     | 4-5 Б    |            | 7-3       | 1-7      | 3-1     |
| Німеччина  | 5 | 2 | 0  | 0  | 3 | 20:15 | 6  | 3-4     | 1-2      | 3-7        |           | 7-0      | 6-2     |
| Угорщина   | 5 | 2 | 0  | 0  | 3 | 10:13 | 6  | 1-2     | 0-3      | 7-1        | 0-7       |          | 2-0     |
| Австрія    | 5 | 0 | 0  | 0  | 5 | 6:19  | 0  | 1-5     | 2-3      | 1-3        | 2-6       | 0-2      |         |

### Кваліфікація
Турнір проходив у місті Катовиці (Польща), з 18 січня по 25 січня 2015 року.
| Збірна          | І | В | ВО | ПО | П | Ш     | О  |
| --------------- | - | - | -- | -- | - | ----- | -- |
| Данія           | 5 | 5 | 0  | 0  | 0 | 29:2  | 15 |
| Італія          | 5 | 4 | 0  | 0  | 1 | 11:8  | 12 |
| Польща          | 5 | 3 | 0  | 0  | 2 | 21:12 | 9  |
| Казахстан       | 5 | 1 | 1  | 0  | 3 | 6:14  | 5  |
| КНР             | 5 | 1 | 0  | 1  | 2 | 3:19  | 4  |
| Велика Британія | 5 | 0 | 0  | 0  | 5 | 3:18  | 0  |

Збірна Данії кваліфікувалась до першого Дивізіону чемпіонату світу 2016 року.
Результати
| Збірна          | Данія | Італія | Польща | Казахстан | Китай | Велика Британія |
| --------------- | ----- | ------ | ------ | --------- | ----- | --------------- |
| Данія           | xxx   | 6–1    | 5–1    | 4–0       | 5–0   | 9–0             |
| Італія          | 1–6   | xxx    | 5–1    | 2–1       | 2–0   | 1–0             |
| Польща          | 1–5   | 1–5    | xxx    | 6–1       | 9–0   | 4–1             |
| Казахстан       | 0–4   | 1–2    | 1–6    | xxx       | 2–1 Б | 2–1             |
| Китай           | 0–5   | 0–2    | 0–9    | 1–2 Б     | xxx   | 2–1             |
| Велика Британія | 0–9   | 0–1    | 1–4    | 1–2       | 1–2   | xxx             |